# Alberto Fernández Blanco
Alberto Fernández Blanco (Cuena, 15 de janeiro de 1955 - Pardilla, 14 de dezembro de 1984), apelidado O Bolacha, foi um ciclista espanhol, profissional entre os anos 1978 e 1984, durante os quais conseguiu 30 vitórias.

## Biografia
Apesar de nascer na localidade de Cuena (Cantábria), a sua família estabeleceu-se desde a sua infância na próxima vila de Aguilar de Campoo (Palencia), onde se formou como ciclista. Durante o seu período amador, Alberto Fernández foi campeão da Espanha de montanha.
Como profissional, conseguiu vários triunfos em carreiras curtas por etapas, como a Volta ao País Basco e a Volta à Catalunha. Conseguiu vitórias de etapa na Volta a Espanha e o Giro d'Italia.
No Tour de France de 1982 classificou-se 10.º, sendo a sua melhor posição. No Giro de Itália de 1983, foi 3.º, no primeiro ano que o corria. Na Volta a Espanha de 1983 também foi 3.º e 2.º na Volta ciclista a Espanha de 1984.
Faleceu a 14 de dezembro de 1984 em acidente de viação, no que também perdeu a vida a sua esposa Imaculada Sáiz Cossio, no termo de Pardilla, para perto de Aranda de Duero (Burgos). Foi enterrado ao dia seguinte no cemitério de Aguilar de Campoo com a assistência da maioria dos seus colegas de equipa. Estava considerado como um dos quatro grandes do ciclismo espanhol dos anos 1980, junto a Perico Delgado, Ángel Arroyo e Marino Lejarreta.
O apelido de O Bolacha devia-se ao facto de ter-se criado em Aguilar de Campoo, localidade com diversas fábricas galeteiras. Posteriormente estabeleceu a sua residência em Santander (Cantábria). O seu filho, Alberto Fernández Sainz tem seguido os seus passos e tem sido corredor da equipa Xacobeo Galiza.
Em 1985 como homenagem póstuma, a organização da Volta a Espanha decidiu batizar a cume da carreira como Cume Alberto Fernández em sua honra.

## Palmarés
| - 1975 - Subida a Gorla - 1979 - Volta às Astúrias - 1980 - Volta ao País Basco, mais 1 etapa - Volta aos Vales Mineiros, mais 1 etapa - 1 etapa da Volta a Cantábria - 1981 - Volta a Valencia, mais 1 etapa - 1 etapa da Semana Catalã - Volta aos Vales Mineiros, mais 1 etapa - Volta a Castilla - 1982 - Volta à Catalunha , mais 1 etapa - 1 etapa da Volta ao País Basco - 2 etapas da Volta a Burgos - 1 etapa do Tour do Mediterrâneo | - 1983 - Semana Catalã, mais 1 etapa - 3.º no Giro d'Italia, mais 2 etapas - 3.º na Volta a Espanha, mais 1 etapa - Subida a Arrate - 1984 - 2 etapas da Volta às Astúrias - 2.º na Volta a Espanha - Troféu Masferrer |

## Resultados em Grandes Voltas e Campeonato do Mundo
| Carreira           | 1978 | 1979 | 1980 | 1981 | 1982 | 1983 | 1984 |
| ------------------ | ---- | ---- | ---- | ---- | ---- | ---- | ---- |
| Giro d'Italia      | -    | -    | -    | -    | -    | 3.º  | 19.º |
| Tour de France     | -    | -    | 25.º | 21.º | 10.º | -    | -    |
| Volta a Espanha    | 19.º | 14.º | -    | -    | 15.º | 3.º  | 2.º  |
| Mundial em Estrada | -    | -    | Ab.  | Ab.  | 28.º | 40.º | 29.º |

-: Não participa

Ab.: Abandono

## Equipas
- Novostil-Helios (1978)
- Moliner-Vereco (1979)
- Teka (1980-1982)
- Zor (1983-1984)